# Generał (film 1926)
Generał (ang. The General) – amerykańska niema komedia wojenna z 1926 roku w reżyserii Bustera Keatona i Clyde'a Bruckmana na podstawie książki The Great Locomotive Chase Williama Pittengera.
Treść filmu przedstawia historię człowieka, który dokonał bohaterskiego czynu, odzyskując porwaną przez wroga lokomotywę o nazwie Generał. Historia oparta jest częściowo na prawdziwym wydarzeniu z rajdu Andrewsa w 1862 roku. Film okazał się komercyjną klapą. Nie miał też dobrych recenzji wśród krytyków. Sam reżyser uważał ten film za swoje najwybitniejsze dzieło.
W 1989 roku film został jednym z pierwszych 25 filmów wprowadzonych do Narodowego Rejestru Filmowego Stanów Zjednoczonych jako „znaczących kulturowo, historycznie bądź estetycznie”.

## Opis fabuły
W okresie wojny secesyjnej w Stanach Zjednoczonych Johnnie Gray, skromny maszynista, nie zostaje przyjęty do wojska, gdyż jest bardziej przydatny jako maszynista. Jego ukochana, Annabelle myśli, że Johnnie ją okłamał i tak naprawdę wcale nie próbował się zapisać do wojska i zrywa z nim znajomość. Los sprawia, że dziewczyna znajduje się w pociągu porwanym przez zwolenników Unii. Johnnie nie waha się ani chwili i rzuca się w pościg za porwanym pociągiem. Przez przypadek dowiaduje się, że jego ukochana jest w rękach Unii. Ratuje nie tylko swą dziewczynę, ale także Armię Tennessee i zostaje mianowany porucznikiem armii Konfederatów.

## Obsada[1]
- Buster Keaton jako Johnnie Gray
- Marion Mack jako Annabelle Lee
- Glen Cavender jako Captain Anderson
- Jim Farley jako generał Thatcher
- Frederick Vroom jako konfederacki generał
- Frank Barnes jako brat Annabelle
- Charles Henry Smith jako ojciec Annabelle
- Joe Keaton, Mike Donlin, Tom Nawn jako unijni generałowie